# Историограф
Историо́граф — звание лица, которому правительство поручает историографию, то есть написание официальной истории своего государства.

## В Европе
Во Французском королевстве титул историографа известен с 1437 года, когда король Карл VII поручил составить историю своего правления монаху из аббатства Сен-Дени Жану Шартье, однако впоследствии назначения были хаотичными, обязанности историографа и само название должности сильно варьировались от царствования к царствованию, десятилетиями она оставалась вакантной.
Определённый порядок внесло назначение в 1554 году на должность «королевского историографа» (historiographe du roi) Пьера де Паскаля. С той поры и до падения старого порядка историография рассматривалась при дворе как деятельность непрерывная и коллективная. Шарль Сорель приравнивал историографа по значению к высшим коронным чинам. В разное время эту позицию занимали Мезере, Расин, Вольтер.
Из Франции должность историографа была позаимствована Бургундией XV века и многими другими европейскими монархиями. При версальском и некоторых других дворах за обладание почестями историографа плелись нешуточные интриги; часто назначение получали литераторы, не имевшие никакого опыта написания исторических сочинений.
В Англии придворный чин королевского историографа был введён при реставрации Стюартов в 1660 году и просуществовал до 1727 года. Обладателю чина полагалось жалование в 200 фунтов стерлингов. Самым известным его обладателем был Джон Драйден, одновременно носивший звание поэта-лауреата. Аналогичный чин в Шотландии был возрождён в 1781 году для Уильяма Робертсона. Сохраняется по сей день как почётное звание шотландских профессоров истории, однако никакого вознаграждения не предполагает.
В Швеции первым королевским историографом был Даниэл Хейнсий; за ним последовали Мессениус, Пуфендорф, Далин и другие. Особенностью этого поста было то, что его могли занимать не только шведы, но и иностранцы (иногда несколько человек разом). Позиция королевского историографа Швеции была упразднена в 1835 году.

## В России
Первоначально историограф предполагался при задуманной Петром Великим Академии наук; ещё в 1725 году Л. Блюментрост искал для неё за границей «известного историка, который бы мог быть облечён в звание историографа». В 1747 году историографом был определён Г. Ф. Миллер, с обязательством «высокий её императорского величества интерес и Академии честь и пользу всячески наблюдать». Через 20 лет преемником Миллера был назначен князь М. М. Щербатов.
Император Александр I именным указом от 31 октября 1803 года даровал звание историографа Николаю Михайловичу Карамзину; к званию тогда же было добавлено 2 тыс. руб. ежегодного жалования, что равнялось «профессорскому» жалованию. Титул историографа в России после смерти Карамзина не возобновлялся, хотя его и пытались получить М. П. Погодин и С. М. Соловьёв.
В научно-популярных изданиях упоминается, что преемником Карамзина в качестве историографа стал в июле 1831 года А. С. Пушкин. На самом деле существует только резолюция Николая I на просьбу поэта о дозволении работать в архивах, изложенная А. Х. Бенкендорфом: «Написать гр. Нессельроде, что государь велел его принять в Иностранную коллегию с позволением рыться в старых архивах для написания истории Петра Первого».
В 1911 году ходатайствовал о присвоении звания историографа В. С. Иконников, аргументируя своё прошение тем, что он занимается историей исторической науки. Но Министерство императорского двора, в ведении которого находилась эта должность, не стало вникать в такие тонкости и ходатайство отклонило.